# 国家功绩大勋章
国家功绩大勋章是柬埔寨的一種勳章。該勳章是目前柬埔寨最高等級的勳章。
国家功绩勋章最初於1948年9月9日設立，後被廢除。1995年10月5日诺罗敦·西哈努克簽署法令，創立了国家功绩大勋章。該勳章只有一個等級，授予外國國家元首以及對國家貢獻巨大的柬埔寨國民。

## 著名受勳者
- 洪森（1996年）
- 诺罗敦·拉那烈（2001年）
- 谢辛（2007年）
- 武记（2007年）